# Seznam postav seriálu Hannah Montana
Tento seznam obsahuje postavy které se objevily v Disney Channel sériích Hannah Montana, i v souvisejícím filmu Hannah Montana: The Movie. Uvedené postavy jsou téměř všechny fiktivní, kromě celebrit, které v něm hrály samy sebe. Někteří, jako například teta Dolly, hrají v seriálu sami sebe, ale některé věci jsou fikcí.

## Hlavní postavy
- Miley Stewart (Miley Cyrus) je hlavní postava, také známá jako Hannah Montana, světoznámá popová hvězda.
- Robby Stewart (Billy Ray Cyrus) je otec Miley a Jacksona.
- Jackson Stewart (Jason Earles) je starší bratr Miley.
- Lilly Truscott (Emily Osment) je nejlepší kamarádka Miley.
- Oliver Oken (Mitchel Musso) je další nejlepší kamarád Miley.
- Rico Suave (Moises Arias) je Jacksonův šéf a největší nepřítel, který chodí s Miley, Lilly a Oliverem do stejné třídy.

Jediní lidé, kteří v sériích vědí o tajemství Miley, je její rodina, Lilly, Oliver, Jake a v posledních dílech i Jesse.

## Vedlejší postavy

### Amber a Ashley
Amber Addison (Shanica Knowles) a Ashley DeWitt (Anna Maria Perez de Taglé) jsou spolužačky a úhlavní rivalky. Jsou to typické školní divy, velmi oblíbené mezi svými vrstevníky a zajištěné penězi svých rodičů. Amber a Ashley jsou ironicky velkými fanoušky Hanny Montany, ale Miley opovrhují. Dívky se poprvé objevily v pilotním díle a od té doby se objevily v celkem 12 epizodách, ale ve třetí sezóně se objevily zatím jen jednou.
Amber je v jejich dvojici tou hlavní; Ashley ji poslouchá na slovo. Amber je editorem školní ročenky, vynikající zpěvačkou a je první ve třídě, kdo získal platný řidičský průkaz. Amber si také dobře vede i ve škole, protože od ní Ashley často opisuje. Obě se snažily získat post vedoucí roztleskávačky, ale selhaly. Ashley tvrdí, že je to proto, že je "moc hezká." Obě jsou nepřátelské vůči Miley a Lilly, vyhodily je ke stolu looserů na obědě a umístily je na konec jejich každoročně vydávaném "seznamu nejvíc cool lidí", na kterém jsou uvedeny jména všech spolužáků, seřazených od nejvíc cool lidí. 
V epizodě "Moje dobrá stránka" Miley s Lilly plánuje ztrapnit Amber v živém vysílání, protože si myslí, že si to zaslouží. Miley (jako Hannah) má následně v zákulisí s Amber první vážný rozhovor a dozvídá se, že když byla Amber mladší, tak se stala terčem šikany a posměchu. Miley jí začne být líto a Amber jí slibuje, že se stane lepším člověkem. 
V epizodě "Bolavé přebolavé srdce" se Amber a Ashley snaží stát kamarádkami Miley, protože začne chodit s Jakem Ryanem. Tím Miley získá další důvod, proč neprozrazovat své tajemství, Ashley a Amber se s ní snažily spřátelit jen ze svých sobeckých důvodů.
Kdykoli Amber a Ashley řeknou něco ve stejnou dobu, řeknou "Oooo, tsss!" a dotknou se prsty. Toto gesto je pro ně už typické a Miley s Lilly ho přímo nesnášejí. V pilotním díle ho na konci udělají taky jako výsměch Amber a Ashley. Později ho chtějí udělat znovu, ale nakonec se rozhodnou, že potřebují nějaký jiný pozdrav. V epizodě "Je to svět manekýn" chtěla Roxy toto gesto udělat s Robby Rayem, ale ten to odmítl. 
Amber a Ashley se objevily v "Lilly, chceš znát tajemství?", "Maskotí láska", "Toto svědí", "Nový kluk ve škole", "Přijela slečna Dolly", "Moje dobrá stránka", "Žaloba místo lásky", "Bolavé přebolavé srdce", "Když si přeješ být hvězdou", "Špatně zazpívaná píseň", "Žádný cukr, zlato", "Připravit, pozor, stůj."

### Pan Dontzig
susan  sterwart

### Jake Ryan
Cody Linley

## Členové rodiny

### Stewartovi
"Mama" Ruthie Ray Stewart (Vicki Lawrance)
"Bubba" Joe Stewart byl manžel Ruthie a Robbyho otec. Moc o něm nevíme, jenom to, že měl velké uši a on a Ruthie spolu začali chodit po školním tanci. Pravděpodobně již zemřel, protože se o něm mluví v minulém čase.
Babička Ruby (Margo Martindale) je Jacksonova a Mileyina babička z matčiny strany. Je jen zřídkakdy zmiňovány v sériích, ačkoli Robby říká, že chodí hrát bingo. V Hannah Montana: The Movie Ruby slaví narozeniny a pro Robbyho je to důvod, proč zůstat se svou rodinu v Tennessee na dva týdny. Ruby pomáhá Miley učit se o důležitosti rodiny a věrnosti sobě sama. 
Teta Dolly (Dolly Parton)
Strýc Earl (David Koechner)
Luann Stewart (Miley Cyrus)
Bobby Ray Stewart (Billy Ray Cyrus) je Robbyho identický bratranec z Tennessee a otec Luann. Stejně jako jeho dcera mluví jižanským přízvukem. Také dělá domácí karamelky.
Derek je Jacksonův a Mileyin bratranec. Objevil se v Hannah Montana: The Movie, kde choval fretku.

### Truscottovi
Lillyin otec je účetní. V epizodě "Je to svět manekýn" si Lilly stěžuje, že k narozeninám dostala jen dluhopis, který Lilly vidí jako naprosto bezcenný, protože ho nemůže utratit. I když jsou s její matkou odděleni, je známo, že s Lilly tráví svůj čas a pravidelně ji nutí k dělání práce do školy. Lilly říká, že je velmi náchylný ke zraněním zad.
Heather Truscott (Heather Locklear) je matka Lilly. Poprvé se objevila na schůzi rodičů, která se konala u Stewartů doma v epiozdě "Matka Lilly to rozjela." Šla na rande s Robbym, ale vše se zvrtlo, když nenechala Robbyho zaplatit celou útratu. Miley ji popsala jako "upjatou", a Lilly s ní nakonec musela souhlasit. Poté se s Robbym usmířila, ale na další rande nešli. Heather se také účastnila koncertu Hanny oblečená jako matka Loly Luftnagle. Před touto epizodou, koupila Lilly příšerné brýle, které byla později Lilly nucena nosit. 
Lillyin bratr je poprvé zmíněn v epizodě "Miley dej si žvýkačku." Později, ale Lilly popírá, že má bratra, v epizodě "Would I Lie To You Lilly?" Asi je to pravděpodobně nevlastní bratr, který má křečka. Jiní sourozenci nebyli v seriálu zmíněni.
Dědu Lilly přejel školní autobus. V epizodě "Přijela slečna Dolly", Lilly říká, že mu ho ředitel Fisher připomíná.
Druzí prarodiče Lilly jsou cítit po ovesné kaši a Lilly říká, že její otec ji vždycky donutí umýt babičku psím obličejem.

### Okenovi
Nancy Oken je Oliverova matka. i když nebyla nikdy viděna, často jsou jí připisovány mužské vlastnosti. Někdy , jak mluví mužským hlasem, když je naštvaná. Když Oliverovi zemřela rybička, spláchla ji do záchoda, říkajíc "Překonej to Olivere, je to jen smrdutá ryba." Pracuje jako policistka, než byla povýšena na detektiva. Dělá domácí maso.
Oliverův táta je velice ochranářský a na parkovišti Olivera ještě pořád drží za ruku. 
Oliverův bratr miluje chození do Udělej si losa. Je pravděpodobně mladší než Oliver, ale to nikdy nebylo řečeno.

## Postavy ze školy
Johnny Collins je spolužákem Miley, který se objevil v pilotní epizodě. Miley do něj zamilovala, ale bála se s ním mluvit. Johnny je fanouškem Hanny Montany, a dostal její autogram na koncertě v Los Angeles. Řekne jí, ať tam napíše Johnnymu, ale tvrdí, že Johnny je jeho malý bratr. Johnny se pak neobjeví až do konce druhé sezóny v epizodě "Na téhle schůzce jsme společně." Dva roky se neukázal, protože chodil do školy v Arizoně. Rico Johnyho nazval "pudlím kamarádem" jako narážka na jeho kudrnaté afro. Zřejmě pochází z bohaté rodiny, protože si koupil večeři s Hannou Montanou za 19.000 dolarů na charitativní aukci.
Chad (Kyle Kaplan) je spolužák Miley, Lilly a Olivera. V epizodě "Miley, dej si žvýkačku" má Oliver spor s Chadem, který končí tak, že mu Chad přilepí žvýkačku na ruku, o které si Oliver myslí, že mu jí políbila Hannah (ve skutečnosti to byl pes). Později, když se zasekla Chadovi skříňka, Oliver mu ji odmítá pomoct otevřít. Chad později nalepí další kus žvýkačky na fotku Hanny, kterou má Oliver ve skříňce. Chad se také objeví v epizodě "Maskotí láska", kde si stěžuje, že mu Pirát Pete blokuje jeho výhled na roztleskávačky.
Heather (Gina DeVivo) je skateboardová konkurentka Lilly. Už Lilly v soutěži několikrát porazila, a neustále se kvůli tomu Lilly posmívá. Její parťačka je kamarádka Kim (Destiny Edmond).
Rachel (Summer Bishil) je spolužačka Miley a Jakea ze španělské třídy. Ona a Jake Ryan spolu začnou chodit v epizodě "Přijela slečna Dolly", zrovna když se Miley odhodlala říci Jakovi co k němu cítí. V "Lidé, kteří používají lidi" se Jake a Rachel spolu rozešli.
"Lupíno" Danny (Jack Taylor) je spolužák Miley, který má velký problém s lupy. Byl šikanován "Drtičkou". Danny se objevil v epizodách "Nový kluk ve škole", "Přijela slečna Dolly", "Peníze za nic, provinění zdarma" "Školní rváč", "Moje dobrá stránka."
Sarah (Morgan York)
Thor (Andrew Caldwell)
Max (Teo Olivares)
Joannie Palumbo (Hayley Chase)
Todd (Patrick Ryan Anderson)
Gabe Lammatti (Chris Zylka) je studentem Seaview High. Sarah s ním jde v epizodě "Žaloba místo lásky." V epizodě "Knock Knock Knockin on Jackson's Head" se zeptal Miley, jestli s ním půjde na rande, ale Jackson to překazil. V epizodě "Promma Mia" se ho Miley zoufale snaží přinutit, aby ji pozval na juniorský maturitní ples, ale nemůže, protože už pozval někoho jiného.

## Skutečné celebrity zosobněny sebe samým
- Dwayne Johnson
- Dolly Parton